# Limfjord
De Limfjord (Deens: Limfjorden) is een langgerekte baai in Noord-Jutland in Denemarken die Vendsyssel-Thy van de rest van Jutland scheidt. De Limfjord heeft een oppervlakte van ongeveer 1700 km² en een diepte van ongeveer 5 tot 9 meter ten westen van Aalborg en ongeveer 10 meter diep ten oosten van deze stad.
De Limfjord speelde sinds de Vikingtijd een belangrijke rol als vaarwater voor kleine schepen. Tot 1825 had de Limfjord alleen een oostelijke doorgang naar de open zee. In dat jaar brak in het westen de Noordzee door, waardoor het geen echte fjord meer is en Vendsyssel-Thy een eiland is.
De grootste stad en tevens grootste haven aan de Limfjord is Aalborg. Tussen Aalborg en Nørresundby liggen een treinbrug en een autobrug over de Limfjord. Verder verbindt een autotunnel onder de Limfjord Noord-Jutland met de rest van Jutland: de Limfjordstunnel.